# بوییزینگن
بوییزینگن (به لاتین: Buizingen) یک منطقهٔ مسکونی در بلژیک است که در ال واقع شده‌است. بوییزینگن ۵٬۳۰۰ نفر جمعیت دارد.